# Xingzhongit
Das Mineral Xingzhongit ist ein sehr selten vorkommendes Blei-Iridium-Sulfid aus der Spinell-Supergruppe mit der Endgliedzusammensetzung Pb2+Ir3+2S4. Es kristallisiert mit kubischer Symmetrie und entwickelt körnige, opake Kristalle von wenigen Mikrometer Größe, die einen graublauen Metallglanz zeigen.
Xingzhongit tritt als Einschluss in Isoferroplatin in Chromiten aus Ophiolithkomplexen auf. Die Typlokalität ist eine nicht näher spezifizierte Platinmetalllagerstätte in China.
Xingzhongit wird von der International Mineralogical Association (IMA) mit dem Status „fraglich“ beziehungsweise „zweifelhaft“ (englisch Questionable) geführt.

## Etymologie und Geschichte
Den Namen Xingzhongit führte eine chinesische Arbeitsgruppe 1974 ein. Sie beschrieben Xingzhongit als kubisches Kupfer-Iridium-Sulfid mit der vereinfachten Zusammensetzung (Ir,Cu,Rh)S, wobei sie die geringen Bleigehalte von 8 Gew-% vernachlässigten. Benannt wurde dieses Mineral nach dem nicht weiter spezifizierten Fundort, nach dem System Pinyin romanisiert zu Xingzhongit. Im phonetischen System von Wade-Giles entspricht dies Hsing chung ite, was der Aussprache näher kommt.
Der zunächst bestimmte Gitterparameter von a = 8,72(1) Å beruhte auf einer inkorrekten Indizierung der Röntgenbeugungsreflexe und wurde 1978 zu a = 10,10 Å korrigiert. Daraufhin wurde das Iridium-Kupfer-Sulfid im Jahr 1980 von der IMA als neues Mineral anerkannt.
Eine erneute Untersuchung des Xingzhongit 1981 am Institut für Geochemie der chinesischen Akademie der Wissenschaft ergab deutlich höhere Bleigehalte von 12,8 Gew-% und ein signifikant anderes Röntgenbeugunsspektrum, so dass fraglich ist, ob es sich um das gleiche Mineral handelt, wie in den früheren Publikationen zu Xingzhongit. Diese neu bestimmte Zusammensetzung vom Verbindungstyp AB2S4, (Pb0,37Cu0,35Fe0,17)(Ir1,33Rh0,41Pt0,29)S4, und der neue Gitterparameter a = 9,970 Å werden seither für dieses Mineral angegeben.
1988 wurden Platinmetalleinschlüsse in Chromit aus Duniten des Tiebaghi Ophiolithkomplexes beschrieben die (Ir,Cu)S enthalten, das den ursprünglich (1974) als Xingzhongit beschriebenen (Ir,Cu)S aus China ähnelt, was erneut die Frage nach einer genauen Charakterisierung von Xingzhongit aufbrachte. Schließlich definierte die Arbeitsgruppe um Ferdinando Bosi im Jahr 2018 das Mineral Xingzhongit neu als Spinell der Linneit-Untergruppe mit der Endgliedzusammensetzung PbIr2S4, wobei sie sich auf die Analysen aus China aus dem Jahr 1981 bezogen.

## Klassifikation
Die strukturelle Klassifikation der IMA zählt den Xingzhongit zur Spinell-Supergruppe, wo er zusammen mit Cadmoindit, Cuprorhodsit, Daubréelith, Greigit, Grimmit, Indit, Kalininit, Linneit, Polydymit, Siegenit und Violarit die „Linneit-Untergruppe“ innerhalb der „Thiospinelle“ bildet.
Da der Xingzhongit erst 1980 als eigenständiges Mineral anerkannt wurde, ist er in der zuletzt 1977 überarbeiteten 8. Auflage der Mineralsystematik nach Strunz noch nicht verzeichnet.
Im Lapis-Mineralienverzeichnis nach Stefan Weiß, das sich aus Rücksicht auf private Sammler und institutionelle Sammlungen noch nach dieser alten Form der Systematik von Karl Hugo Strunz richtet, erhielt das Mineral die System- und Mineral-Nr. II/D.02-50. In der „Lapis-Systematik“ entspricht dies ebenfalls der Abteilung „Sulfide mit [dem Stoffmengenverhältnis] Metall : S,Se,Te < 1 : 1“, wo Xingzhongit zusammen mit Cuprorhodsit, Cuproiridsit, Malanit, Ferrorhodsit (diskreditiert, da identisch mit Cuprorhodsit; IMA 2017-H) und Kingstonit die unbenannte Gruppe mit der Systemsnummer II/D.02 bildet.
Die seit 2001 gültige und von der International Mineralogical Association (IMA) zuletzt 2009 aktualisierte 9. Auflage der Strunz’schen Mineralsystematik ordnet den Xingzhongit in die neu definierte Abteilung der „Metallsulfide mit M : S = 3 : 4 und 2 : 3“ ein. Diese ist weiter unterteilt nach dem genauen Stoffmengenverhältnis, so dass das Mineral entsprechend seiner Zusammensetzung in der Unterabteilung „M : S = 3 : 4“ zu finden ist, wo es zusammen mit Bornhardtit, Cadmoindit, Carrollit, Cobaltmalanit (diskreditiert), Cuproiridsit, Cuprorhodsit, Daubréelith, Dayingite (diskreditiert), Ferrorhodsit (diskreditiert, da identisch mit Cuprorhodsit; IMA 2017-H), Fletcherit, Florensovit, Greigit, Indit, Kalininit, Linneit, Malanit, Nickellinnaeit (diskreditiert), Polydymit, Siegenit, Trüstedtit, Tyrrellit und Violarit die „Linneitgruppe“ mit der System-Nr. 2.DA.05 bildet.
Die von der Mineraldatenbank „Mindat.org“ weitergeführte Strunz-Klassifikation, die sich im Aufbau nach der 9. Auflage der Strunz’schen Mineralsystematik richtet, führt in der Gruppe 2.DA.05 auch die nach 2009 neu beschriebenen Spinelle Berndlehmannit, Cuprokalininit, Joegoldsteinit, Nickeltyrrellit und Shiranuiit. Die Spinelle Ezochiit und Grimmit werden hier zusammen mit Ferrodimolybdänit (FeMo2S4), Zaykovit (Rh3Se4) und Zolenskyit (FeCr2S4) der allgemeineren Gruppe 2.DA (Metallsulfide mit M:S=3:4) zugewiesen.
Die vorwiegend im englischen Sprachraum gebräuchliche Systematik der Minerale nach Dana ordnet den Xingzhongit in die Klasse der „Sulfide und Sulfosalze“ und dort in die Abteilung der „Sulfidminerale“ ein. Hier ist er nicht in der Linneit-Gruppe (02.10.01), sondern in der Gruppe 02.08 Sulfide – einschließlich Seleniden und Telluriden – mit der Zusammensetzung AmBnXp, mit (m+n):p=1:1 das einzige Mineral in der unbenannten Gruppe 02.08.04.

## Chemismus
Xingzhongit ist ein Blei-Iridium-Spinell mit der Endgliedzusammensetzung Pb2+Ir3+2S4.
Der Xingzhongit aus der Typlokalität hat die empirischen Zusammensetzung:
- (Pb0,37Cu0,35Fe0,17)(Ir1,33Rh0,41Pt0,29)S4[7]

## Kristallstruktur
Xingzhongit kristallisiert mit kubischer Symmetrie der Raumgruppe Fd3m (Raumgruppen-Nr. 227) und dem Gitterparameter a = 9,970 Å mit der Struktur von Spinell mit 8 Formeleinheiten pro Elementarzelle. Eine Strukturverfeinerung und somit eine Bestimmung der Besetzung der Gitterpositionen liegt bislang (2025) nicht vor.

## Bildung und Fundorte
Xingzhongit ist ein sehr seltenes Mineral und weltweit nur an wenigen Fundorten dokumentiert worden. Zu beachten ist, dass zwei verschiedene Verbindungen unter dem Namen Xingzhongit aufgeführt werden: 
- IrS oder Ir(Cu, Rh, Pb)S2 z. B. aus der ersten dokumentierten Fundstelle irgendwo in China („in a certain region of China“)[6] oder in Chromititen des Tiébaghi-Massivs in Neukaledonien ((Ir,Cu)S)[15][12]
- PbIr2S4, z. B. ebenfalls „in einer bestimmten Region in China“[7] und in Schwermineralseifen des Flusses Veresovka im Veresovoborsky Massiv[16] oder als Einschluss in Chromit des Dongbo Ophiolithes in Tibet.[17]

In der nicht beschriebenen Lokalität der Erstbeschreibung tritt bleihaltiges (Ir, Cu, Rh, Fe)-Sulfid als Einschluss in Chromit aus einem Dunit meist als Umkrustung von Iridiosmin (iridiumreiche Varietät von Osmium) auf. Weitere Begleitminerale sind Olivin, Serpentin, Talk, Chromit, Magnetit, Pyrit, Polyxen, Osmiridium, Osmium, Iridium, Erlichmanit, Cooperit, Irarsit, Osarsit und einige weitere, unbenannte Ir-Os-Ni-Rh-Sulfide.
Im Veresovoborsky Massiv wurde Xingzhongit (diesmal PbIr2S4 mit bis zu 17 Gew-% Blei) in Form von wenige Mikrometer kleinen Einschlüssen in Isoferroplatin gefunden.
Im Chromitit aus Dongbo im Kreis Zanda des Regierungsbezirkes Ngari in Tibet tritt Xingzhongit zusammen mit Laurit als Einschluss in Chromit auf. In weiteren Einschlüssen dieser Chromite finden sich Cuproiridsit, Malanit, Orthopyroxen, Erlichmanit, Irarsit und Tetraferroplatin.